# 흰발농게
흰발농게(학명: Austruca lactea 아우스트루카 악테아[*])는 십각목 달랑게과에 딸린 게의 일종이다. 수컷의 한쪽 집게발이 극단적으로 큰 농게류의 일종으로, 체색이 흰색인 것이 특징이다.
서식지
흰발농게는 조간대 최상부에 서식하는 생물로, 갯벌 속에 40-50cm의 굴을 파서 집을 짓고 살아간다. 평소에는 굴 안에서 시간을 보내며, 주로 섭식이나 번식을 위해 썰물에 물이 빠지면 굴 밖으로 나와서 생활을 한다. 수컷은 세미돔(Semidome)이라 불리는 건축물을 자신의 굴 입구 뒤쪽에 지어두는데 이것의 역할은 암컷에게 성적인 과시를 위함 혹은 주변 경쟁자와의 싸움을 줄이기 위한 용도로 짓는 것으로 알려져 있다. 사람들이 갯벌에 방문하여 이들의 건축물들을 마구 밟아서 없애면 하루종일 열심히 지어둔 건축물을 무참히 부수는 것과 같다.. 인간의 밟음 행동이 흰발농게에게 미치는 영향에 대한 연구도 밝혀져 있다.
행동
흰발농게의 작은 집게발(Small cheliped)은 먹이를 섭식하기 위해 사용하는 데에 반해(갯벌의 흙에 있는 유기물을 걸러서 먹는 여과섭식자), 큰 집게발(Large cheliped)은 암컷에게 구애를 하기 위해 원을 그리며 흔드는 행동(waving)을 하기도 하며, 혹은 적에게 방어 혹은 위협하기 위해 흔드는 행동(waving)을 하기도 한다. 갯벌에서 번식기에 흰발농게 수컷을 만나면, 이들은 집게를 흔드는 행동과 동시에 섭식을 하고 있는 모습을 볼 수 있으며, 대부분의 시간을 이 행동을 보이며 보낸다. 흰발농게는 코끼리, 쥐, 새, 개미, 등의 동물들과 같이 진동 신호를 통해서도 의사소통을 하는데, 최근에는 이들이 구애와 공격 행동을 구분하여 각기 다른 신호를 방출한다는 연구가 발표되었다. 진동신호는 집게발을 부르르 떨며 방출하는데 공격성을 띌 경우에는 빠른 속도로 짧게 떨고, 구애성을 띌 경우에는 느린 속도로 길게 떠는 특징이 있다. 흰발농게가 속한 달랑게과 생물들은 모두 이러한 진동을 이용한 의사소통 능력이 발달되어있다.